# 蟄龍介目

多毛綱生物的解剖結構圖解

蟄龍介目（学名：Terebellida）是环节动物门多毛纲下的一个目，目前轄下有13個科，可以再細分成兩個亞目。根據WoRMS，本目與纓鰓蟲目（Sabellida）、海稚虫目（Spionida）連同一些地位未定的科、屬（例如：囊鬚蟲科，泛稱原始環蟲類）共同組成管觸鬚下綱 。這三個目原來都是管觸鬚目未被升格為管觸鬚下綱時之下的三個亞目，是這個分類元的三個主要分支；而管觸鬚下綱同時亦是多毛綱之下的三大分支之一。有其他作者把管觸鬚下綱列為亞綱級。跟大多數其他多毛綱物種一樣，本目幾乎所有物種皆在海洋生活。
跟其他管觸鬚下綱的物種一樣，本科物種均沒有牙或下顎。

## 系統分類
蛰龙介目現時有13個科。這13個科尚可以分成丝鳃虫亚目和蛰龙介亚目兩個亞目，分別如下：
- 丝鳃虫亚目 Cirratuliformia
  - 顶须虫科 Acrocirridae Banse, 1969：有時被歸入海稚虫亚目
  - 丝鳃虫科 Cirratulidae Carus, 1863：有時被歸入海稚虫亚目
  - Ctenodrilidae：有爭議，有時被歸入獨立的Ctenodrilida亚目。
  - Fauveliopsidae Hartman, 1971：有时被归入独立的Fauveliopsida亚目。
  - 扇毛虫科 Flabelligeridae de Saint-Joseph, 1894，有時被歸入獨自的扇毛虫亚目。
  - Flotidae Buzhinskaya, 1996 [7][8]：WoRMS認為是扇毛虫科的同種異名[9][10]。
  - Poeobiidae Heath, 1930：WoRMS認為也是扇毛虫科的同種異名[11]，亦有其他文獻放在獨自的亞目裡[8]或归入扇毛虫亚目。
  - 不倒翁虫科 Sternaspidae Carus, 1863，有時被歸入独立的不倒翁虫亚目
- 蛰龙介亚目 Terebellomorpha
  - 阿尔文虫科 Alvinellidae
  - 双栉虫科 Ampharetidae[12]
    - 双栉虫亚科 Ampharetinae

  - 笔帽虫科 Pectinariidae
  - 蛰龙介科 Terebellidae
  - 毛鳃虫科 Trichobranchidae

基於Struck TH在2007-2008年的研究，丝鳃虫亚目其實可能比其他蛰龙介目物種更為接近纓鰓蟲目（Sabellida）及海稚虫目（Spionida）。未來這兩個亞目可能會分屬不同的分類支序。

## 參看
- Alvinella pompejana
- Amphitrite ornata
- Cirratulus cirratus
- Eupolymnia crasscornis
- Eupolymnia nebulosa
- Paralvinella sulfincola
- Pectinaria australis